# Pékuy
Pékuy är en ort i Burkina Faso.   Den ligger i regionen Boucle du Mouhoun, i den västra delen av landet, 250 km väster om huvudstaden Ouagadougou. Pékuy ligger 269 meter över havet och antalet invånare är 293.
Terrängen runt Pékuy är platt. Runt Pékuy är det ganska glesbefolkat, med 38 invånare per kvadratkilometer.. Närmaste större samhälle är Néména, 6,6 km sydost om Pékuy.
Omgivningarna runt Pékuy är en mosaik av jordbruksmark och naturlig växtlighet.